# Uncharted: Drake's Fortune
Uncharted: Drake's Fortune er et videospil udviklet af Naughty Dog og originalt annoncerede ved E3 2006. Spillets demo blev udgivet den 8. november 2007 på PlayStation Network.
Drake's Fortune, undertitlen, er en henvisning til den berømte opdagelsesrejsende Sir Francis Drake og hans opdigtede skat gemt væk på øen. I spillet tager man rollen som Nathan Drake, en skattejæger som angiveligt skulle være efterkommer af den berømte privateer. Det er blevet bekræftet at Drake's Fortune er det første spil i Uncharted serien.
Nathan Drake kommer ud på et eventyr som er både spændende og medrivende. Hans gode ven, journalisten Elina, er med under hele færden på øen hvor de tror hele skatten ligger.